# ベネデット・クローチェ
ベネデット・クローチェ（イタリア語: Benedetto Croce, 1866年2月25日 - 1952年11月20日）は、イタリアの哲学者・歴史学者。ヘーゲルの対立の論理に代えるに判別の論理をもってする独自の哲学を確立し、哲学と歴史叙述を一体化しようとした。イタリアの精神界のみならず、欧米の思想界に大きな影響を与えた。まだ黎明期の共産主義者である。

## 生涯
ペスカッセーロリに生まれた。1883年7月28日、イスキアでの休暇中、カサミッチョラの地震で両親と妹を失い、生き残った弟と共にローマの親戚シルヴィオ・スパヴェンタの家へ転居した。ローマではサピエンツァ大学に通い、1884年、アントニオ・ラブリオーラと知り合った。1886年、ナポリへ転居、ジュスティーノ・フォルトゥナートやサルヴァトーレ・ディ・ジャーコモと知り合った。
1901年、出版人ジョヴァンニ・ラテルツァと出会い、以後、主要著作はラテルツァ出版社から刊行される。1903年、ジョヴァンニ・ジェンティーレとともに『クリティカ』誌を創刊し、反アカデミズム・反実証主義の立場をとり、精神哲学体系諸著作を次々と発表した。1913年、ジュゼッペ・プレッツォリーニの雑誌『ヴォーチェ』でジェンティーレと哲学論争をおこなう。政治活動としては、1910年に上院議員に選出され、戦間期においては、ジョヴァンニ・ジョリッティ内閣の文部大臣をつとめた。ファシズムが台頭するに及んで、これを支持する姿勢もみせ、1924年、統一社会党のジャコモ・マッテオッティが暗殺されたときも、クローチェは上院における信任投票でベニート・ムッソリーニの政府に信任票を投じている。1925年ころより、クローチェは反ファシストの立場に転じ、同年5月1日には『知識人の反ファシズム宣言』を起草し、その後は一貫してファシズム批判を続けた。ムッソリーニ政権下でも『クリティカ』誌を発刊し続け、ファシズムを攻撃した。1929年にムッソリーニとローマ教皇が結んだ政教和約（ラテラノ条約）に反対し、議員を辞職した。
主著は『表現の学および一般言語学としての美学（L'Estetica come scienza dell'espressione e linguistica generale）』（1902年）、『歴史叙述の理論と歴史（Teoria e storia della storiografia）』（1917年）。「すべての歴史は現代史である。」という言葉で知られる。

## 著作
- Materialismo storico ed economia marxista, 1900年
- 『表現の学および一般言語学としての美学』 L'Estetica come scienza dell'espressione e linguistica generale, 1902年
- 『純粋概念としての論理学綱要』 Lineamenti di una logica come sienza del concetto puro, 1905年
- 『実践の哲学　経済学と倫理学』 Filosofia della Pratica,1909年
- 『純粋概念の学としての論理学』 Logica come scienza del concetto puro, 1909年
- 『ジャンバッティスタ・ヴィーコの哲学』 La filosofia di Giambattista Vico, 1911年
  - 『ヴィコの哲学』 青木巌訳　東京堂、1942
  - 『ヴィーコの哲学』 上村忠男編訳、未來社〈転換期を読む〉 2011
- 『美学の概要』 Brevario di estetica, 1912年
  - 『美学綱要』 細井雄介訳　中央公論美術出版 2008
- Saggio sul Hegel, 1912年
  - 『ヘーゲル弁証法とイタリア哲学』 上村忠男編訳、月曜社〈古典転生〉 2012、スパヴェンタ[2]、ジェンティーレ共著
「区別されたものの連関と対立するものの弁証法」、「変成の概念とヘーゲル主義」、「ヘーゲルと弁証法の起源」を収録。
- 『歴史の叙述の理論と歴史』 Zur Theorie und Geschichte der Historiographie, 1915年
  - 『歴史の理論と歴史』（羽仁五郎訳、岩波書店、1941/岩波文庫、1952、度々復刊）
- Racconto degli racconti，1925年
- Manifesto of Anti-Fascist Intellectuals,（ La Critica誌 1925年5月1日号所載）
- 『ナポリ王国史』 Storia del regno di Napoli, 1924年
- 『1871年から1915年までのイタリア史』 Storia d'Italia dal 1871 al 1915, 1928年
- 『イタリアにおけるバロック時代史』 Storia dell'eta' barocca in Italia, 1929年
- 『1815年から1915年までのヨーロッパ史』 Storia d'Europa dal 1815 al 1915, 1932年
  - 『十九世紀ヨーロッパ史 自由の発展史』 坂井直芳訳、創文社、1957、増訂版1982
- Ultimi saggi, 1935年
- La poesia, 1936年
- La storia come pensiero e come azione, 1938年
  - 『思考としての歴史と行動としての歴史』 上村忠男訳、未來社、1988
- Il carattere della filosofia moderna, 1941年
- Filosofia e storiografia, 1949年

以下は日本版オリジナル
- 『イタリアとスペイン ルネッサンスにおける文化史的考察』 阿部史郎・米山喜晟訳、恒星社厚生閣 1972
- 『クローチェ政治哲学論集』 上村忠男編訳、叢書・ウニベルシタス 法政大学出版局 1986
- 『エステティカ　イタリアの美学 クローチェ＆パレイゾン』ルイージ・パレイゾン共著、山田忠彰・尾河直哉編訳、ナカニシヤ出版 2005